# Baydad
Baydad, también referido como Bagdates, fue un dinasta –frataraka– de Persis entre 164 y 146 a. C.

## Contexto
Desde finales del siglo III o principios del II a. C., Persis había sido gobernada por nobles locales que, subordinados al Imperio seléucida, ostentaban el título de frataraka –«líder, gobernador, precursor»–. Dicho título está atestiguado desde época del aqueménida, originado a su vez en la citada región. Los propios frataraka enfatizaban su estrecha afiliación con el prominente rey de reyes aqueménida, y su corte probablemente estaba emplazada en la capital imperial de Persépolis, desde donde ordenaron un programa de edificaciones tanto en la ciudad como en otros puntos de la meseta iraní. Tradicionalmente, la historiografía ha considerado a los frataraka dinastas sacerdotales o exponentes de una oposición religiosa –y política– al helenismo, pero esta estimación ha sido revisada con el paso de los años.

## Cronología de losfrataraka
La cronología tradicional de los frataraka ha situado a Baydad como primero de una lista en la que era seguido por Ardakhshir I, Wahbarz, Wadfradad I y Wadfradad II. Sin embargo, nuevos hallazgos arqueológicos de acuñaciones de moneda pérsida condujeron a la publicación en la década de 2010 de estudios en los que se proponía una cronología interpretada como más probable, en la que Ardakhshir I encabezada una relación que continuaba por Wahbarz, Wadfradad I, Baydad y Wadfradad II.

## Acuñación de moneda
Las monedas troqueladas durante el mandato de Baydad presentar su retrato en el anverso, con un tocado satrapal y una diadema helenística sobre la cabeza, mientras que en el reverso se le muestra ejerciendo sus devociones en un templo de fuego zoroástrico o entronizado blandiendo un cetro de autoridad y posiblemente una granada en su mano izquierda. El estándar de peso de las acuñaciones es el del peso ático y el tamaño habitual era parejo al del tetradracma, tal como era habitual en el Imperio seléucida. En cuanto a la inscripción, el texto solía ser el nombre del gobernante en arameo.